# Monte Fossa delle Felci

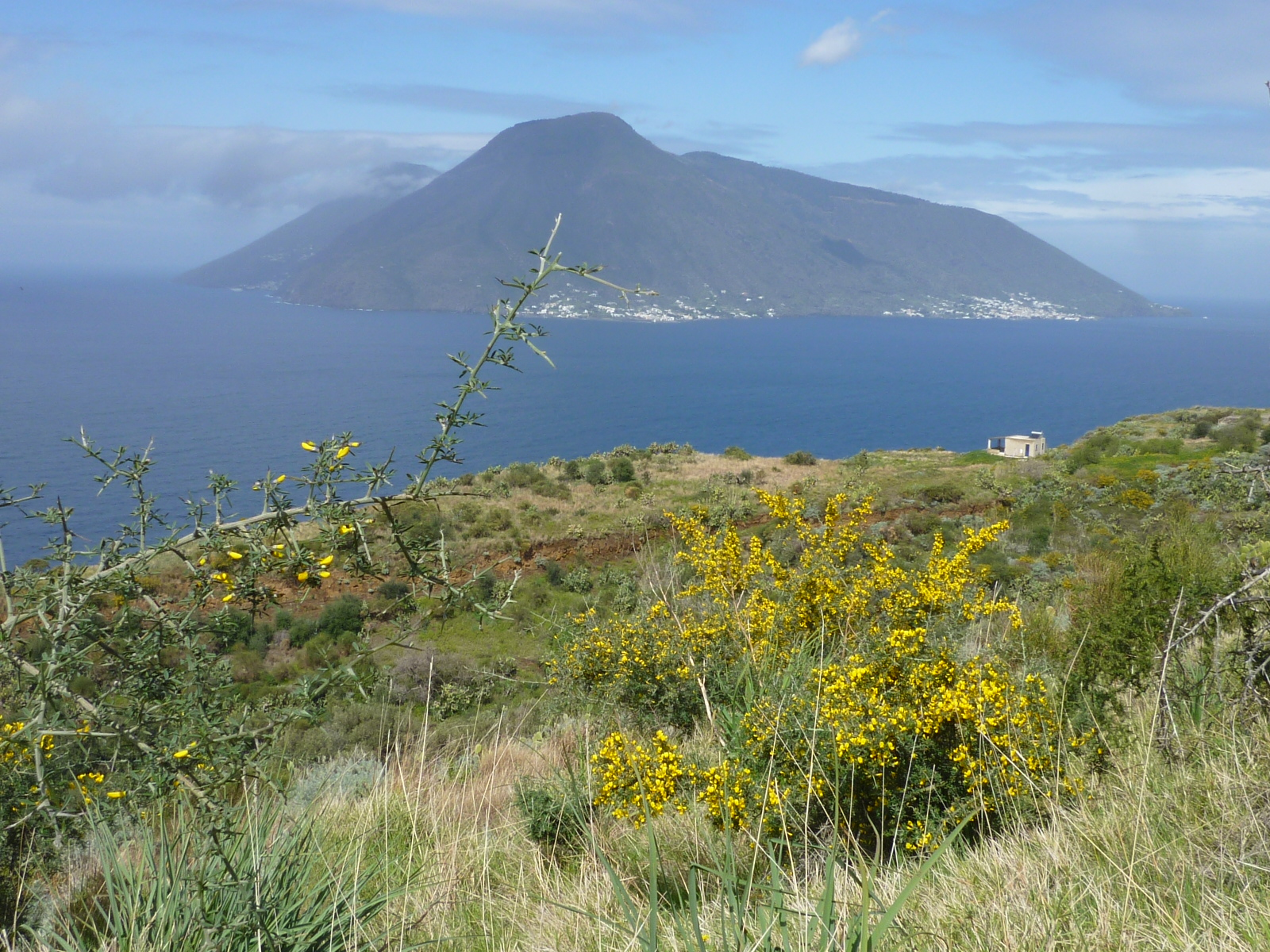
Il monte Fossa delle Felci visto da Lipari. A sinistra il monte dei Porri, a destra la piccola cima del monte Rivi

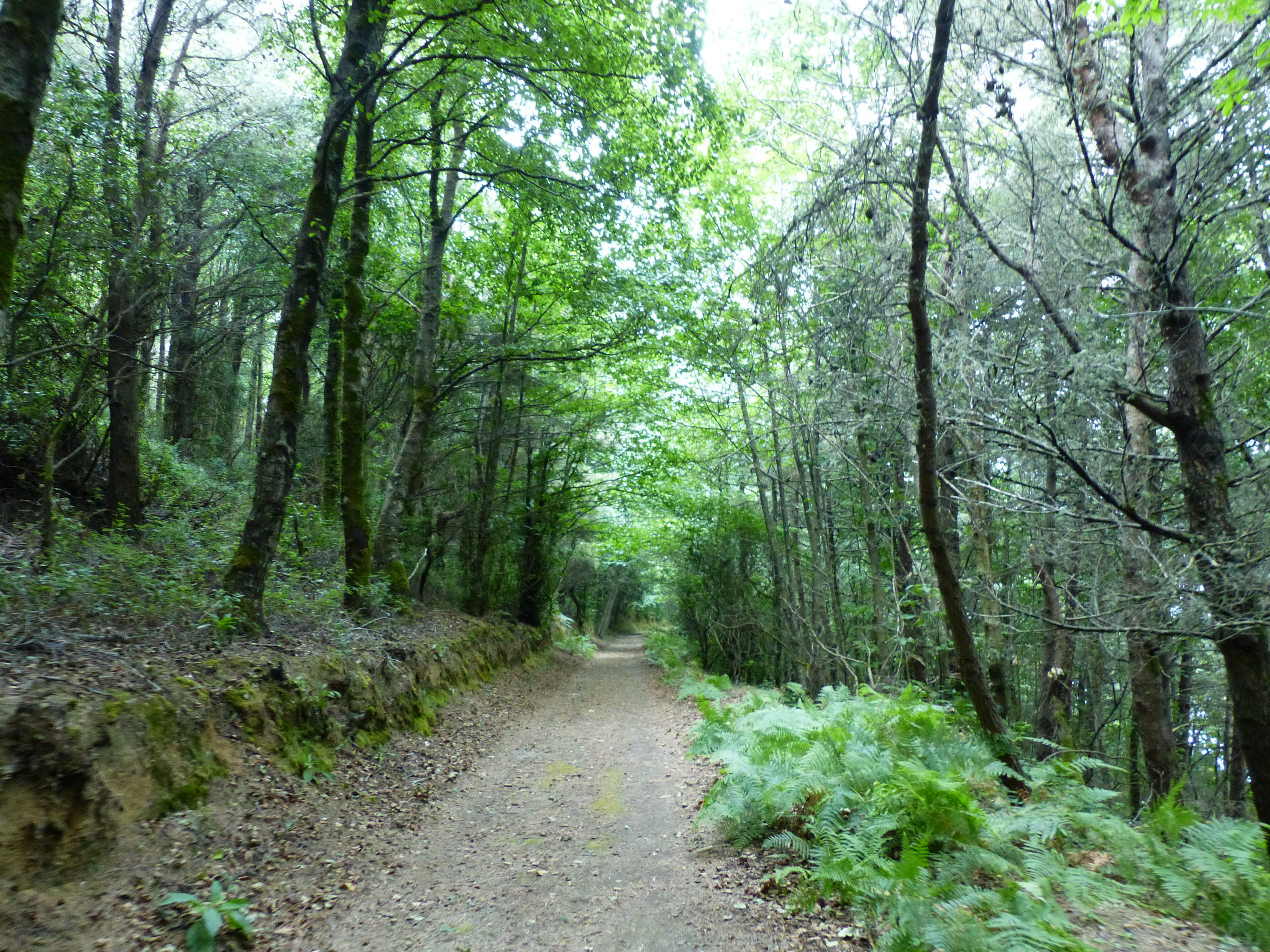
Un sentiero del monte Fossa delle Felci

Il monte Fossa delle Felci è un monte dell'isola di Salina, alto 962 metri e cima più alta delle isole Eolie.

## Il monte
Situato nella parte orientale dell'isola, il monte è un vulcano estinto, il cui antico cratere è ancora oggi ben riconoscibile sulla cima. Il monte si formò nell'arco di tempo compreso tra 160.000 e 120.000 anni fa, grazie all'accumulo di lava e lapilli emessi dal vulcano stesso. A breve distanza dalla cima del monte, si trova un'altra cima, più bassa di circa 100 metri: è il monte Rivi, che si formò all'incirca nello stesso periodo. Più lontano, a ovest, c'è il monte dei Porri, che è collegato al monte Fossa delle Felci tramite un avvallamento in cui si trova l'abitato di Valdichiesa.
Nel 1984 è stata istituita la riserva naturale Le Montagne delle Felci e dei Porri, allo scopo di preservarne l'ambiente naturale.

## Flora e fauna
Le pendici del monte sono fitte di vegetazione, composta di eucalipti, eucalipti rossi, acacie, ontani, olmi, pini, lecci, cipressi, aceri di monte, cedri e molti altri.
Frequenti anche la felce, il lentisco, l'erica e il corbezzolo. Sulla cima del monte, nell'avvallamento creato dall'antico cratere, è presente un grande castagneto.
Quanto alla fauna, sono presenti tra gli altri il ghiro, la magnanina, il fringuello, il falco della regina.